# 아틀라소프섬
아틀라소프섬(러시아어: Атласов/Атласова, 일본어: 阿頼度島 아라이도섬[*])은 쿠릴 열도에 속해있는 섬이다.
섬의 이름은 캄차카반도를 러시아 영토로 포함시킨 17세기 러시아의 탐험가 블라디미르 아틀라소프에서 유래되었다. 일본어 이름은 아이누어 "아우라이토(분화구 안이 지옥처럼 흐물흐물하게 녹은 용암의 溜池)"에서 왔다. 행정 구역 상 러시아의 사할린주에 속한다.
전체적으로 원형이며, 쿠릴 열도의 최고봉이자 최북단에 위치한 알라이드산이 우뚝 솟은 화산섬이다. 섬에 들어가기 위해서는 러시아인 가이드가 필요하며, 잘못하면 화산성 가스에 질식할 수도 있다.
섬의 평지는 풀과 마른 나무가 있고 검은 모래 등이 노출되어 있다. 또한 두메오리나무 숲속에는 옛 일본군이 파놓은 참호가 있고, 총 연장은 12km에 이른다. 언덕은 포대의 흔적이 남아 있다.
1933년에서 1934년까지 해저 화산이 분화. 섬의 동쪽에 새로운 섬이 형성되어 발견자인 농림성 감시선 선장의 성씨로부터 타케토미 섬(武富島)으로 명명되었다.

## 역사
1875년 상트페테르부르크 조약 체결에 따라 쿠릴 열도 전체가 일본 영토가 됐을 때부터 1951년 샌프란시스코 강화 조약에 의해서 일본이 남사할린·쿠릴의 영유를 포기할 때까지는 이 섬의 "最北埼"(북위 50도 55분 30초, 동경 155도 32분)가 문자 그대로 일본의 최북단이었다.

## 알라이드산

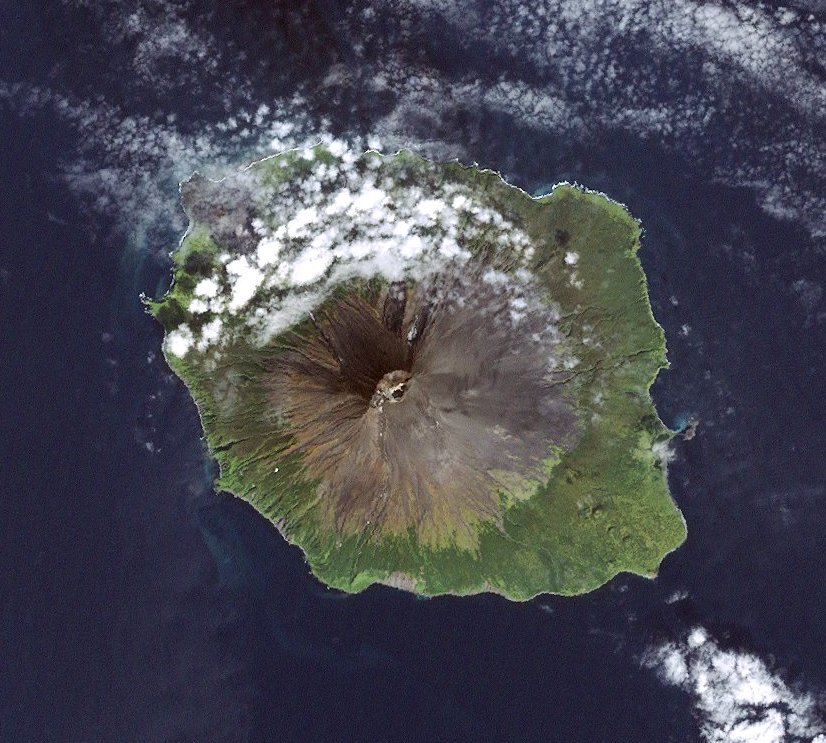
위성에서 본 아틀라소프섬

알라이드산(Алаид, 해발 2,339m, 일본어: 阿頼度山 아라이도산[*])은 쿠릴 열도의 산에서 가장 높고, 최북단에 위치한다. 일본 영유시에는 그 웅장한 모습 때문에 '아라이도후지(阿頼度富士)'라 일컬어졌다. 3개의 봉우리으로 이루어진다.
일본이 영유하던 당시는 홋카이도 지방의 최고봉이었으며, 알라이트산 산정은 하지 때 일본에서 가장 해가 빨리 뜨는 지점(하지 4일 전에 새벽 02시 09분 일출)이었다. 러시아 연방의 영토인 오늘날에는 사할린 주의 최고봉이기도 하다.
1770년 분화가 기록된 이후 최근인 2018년까지 수년~수십년 간격으로 몇 차례 분화를 반복하고 있으며, 특히 1790년과 1981년의 것은 전 쿠릴 열도에서 최대급의 폭발이었다고 한다.

## 같이 보기
- 러시아의 섬 목록